# Emigração branca

Emblema usado pelos emigrantes brancos voluntários durante a Guerra Civil Espanhola

A expressão emigração branca, utilizada principalmente na França, Reino Unido e Estados Unidos, se refere aos emigrantes russos que abandonaram o país entre 1917 e 1922 por causa da Revolução de 1917 e da subsequente guerra civil.  Em sua maioria estes emigrantes era opositores do novo regime soviético. Os emigrantes e a população que os recebia utilizavam uma expressão menos política: “a primeira onda de emigrantes”  (эмигрант первой волны). Na União soviética, até o final da década de 1980 o termo emigração branca (белоэмигрант) era utilizado as vezes de forma depreciativa, desde então é mais habitual falar da “primeira onda de emigrantes”.
Muitos emigrantes brancos formavam parte do Movimento Branco ou lhe davam apoio, ainda que frequentemente se falava da emigração branca para se referir a qualquer pessoa que deixou o país por causa da mudança de regime. Por exemplo, os mencheviques e os social-revolucionários faziam oposição aos bolcheviques porém não formavam parte do Movimento Branco, enquanto outros emigrantes era apolíticos. De qualquer maneira, o termo se aplicou a eles e seus descendentes, sempre que, ainda que vivendo no estrangeiro, conservavam a identidade russa cristã ortodoxa. Era mais comum o uso do termo “emigrantes brancos” (белоэмигранты, белая эмиграция) na União Soviética onde tinha uma conotação muito negativa, e entres os próprios emigrantes preferiam se referir a si mesmos simplesmente como “emigrantes russos” (русская эмиграция) ou ainda “militares russos emigrados” (русская военная эмиграция) se haviam formado parte do movimento branco.
A maioria saiu da Rússia entre 1917 e 1920 (as estimativas oscilam entre 900.000 e 2 milhões de pessoas), ainda que alguns tiveram que fugir nas décadas de 1920 e 1930 graças a perseguição política, como nos casos dos filósofos e intelectuais Nikolai Berdiaev, Sergei Bulgakov, Pitirim Sorokin, entre outros. Entre os emigrantes brancos havia gente de todas as origens étnicas e sociais, desde cossacos, soldados e oficiais do Exército Branco, empresários e latifundiários que haviam perdido suas possessões, escritores (Ivan Bunin, Vladimir Nabokov, Dmitri Merezhkovski), funcionários do Império russo, revolucionários não bolcheviques (Julius Martov, Fyodor Dan) e membros de diferentes governos anti-bolcheviques durante a guerra civil russa. O movimento serviu de inspiração para o fascismo no mundo todo.